# Криушкино
Криушкино — деревня в Переславском районе Ярославской области России. Находится на берегу Плещеева озера.

## География
Расположен в центральной части Восточно-Европейской равнины (в северо-восточной части Клинско-Дмитровской гряды), на северо-восточном берегу Плещеева озера, при впадении речки Грачёвка.

## История

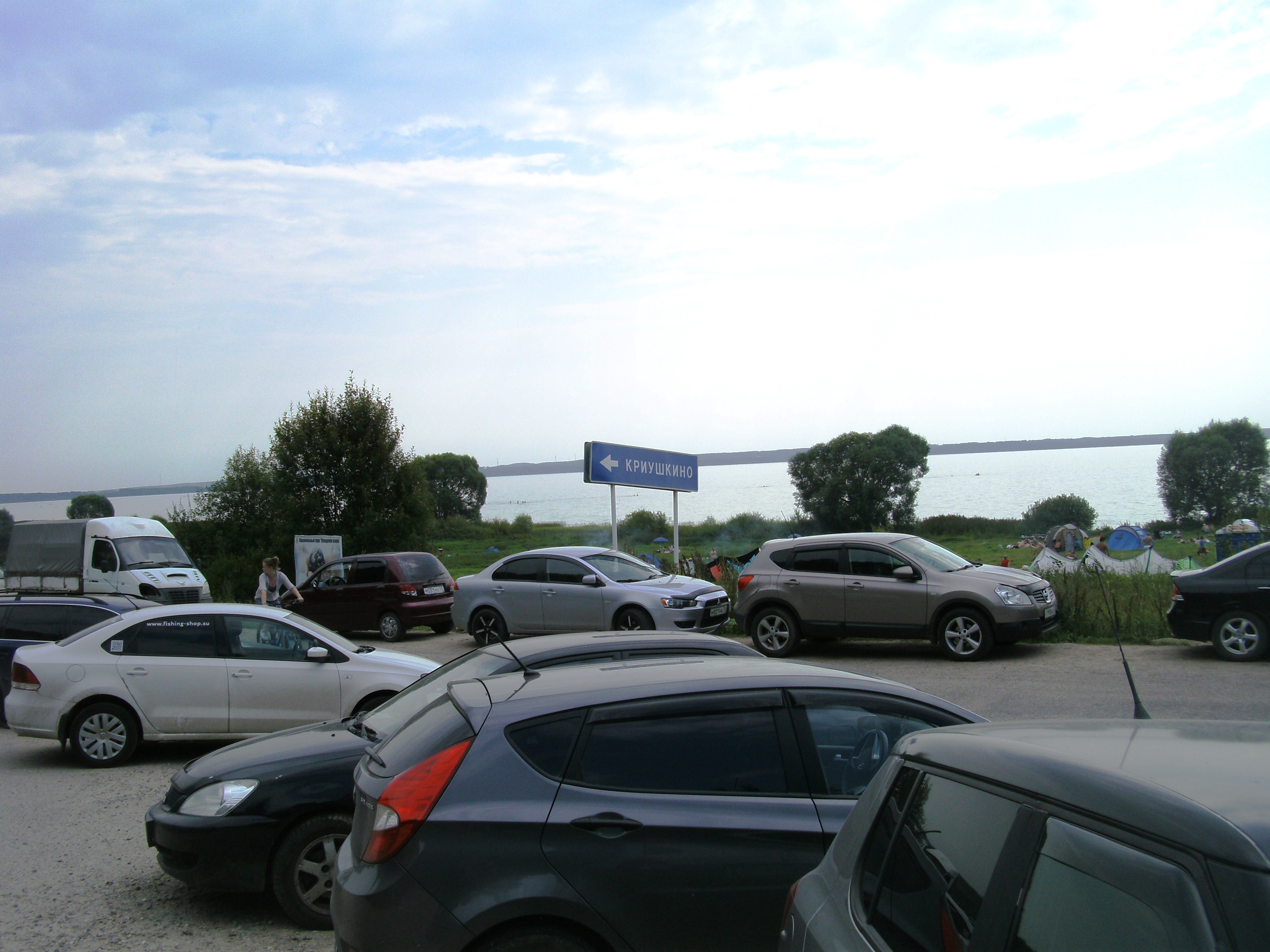
Криушкино находится на берегу Плещеева озера

Судя по названию, это был посёлок кривичей, что подтверждается курганами X—XI веков в типе смоленских кривичей. В 1853 году экспедиция А. С. Уварова обнаружила и разрыла здесь две группы могильников: 5 курганов близ овинов и 154 кургана по отлогости оврага Студенец, всего 159 курганов.
Первые документальные сведения о селе Кривушинском относятся к 1455—1466 годам. Затем в 1564 году деревня Криушкино вместе с селом Городище была отдана в вотчину Никитскому монастырю, в ведении которого находилась ровно 200 лет до секуляризации 1764 года.

## Население
| 1859 | 1905 | 1926 | 2007 | 2010 |
| ---- | ---- | ---- | ---- | ---- |
| 228  | ↗374 | ↗440 | ↘35  | ↘2   |

### Историческая численность населения
Постоянное население на 1 января 2007 года — 35 человек.

## Инфраструктура
Личное подсобное хозяйство с зоной сельскохозяйственного использования, индивидуальная застройка усадебного типа.
Туризм.

## Транспорт
Деревня доступна автотранспортом по автодороге 78Н-0535.